# Cantón de Lescar, Gave y Tierras de Pont-Long
El cantón de Lescar, Gave y Tierras de Pont-Long (cantón nº 11, Lescar, Gave et Terres du Pont-Long en francés) es una división administrativa francesa del departamento de los Pirineos Atlánticos creado por Decreto nº 2014-148, artículo 12º, del 25 de febrero de 2014 y que entró en vigor el 22 de marzo de 2015, con las primeras elecciones departamentales posteriores a la publicación de dicho decreto.

## Historia
Con la aplicación de dicho Decreto los cantones de Pirineos Atlánticos pasaron de 52 a 27.
El cantón está formado por siete de las catorce comunas del antiguo cantón de Lescar.
La capital (Bureau centralisateur) está en Lons.

## Composición
El cantón de Lescar, Gave y Tierras de Pont-Long comprende las siete comunas siguientes:
| Comunas        | Código INSEE | Superficie (km²) | Población (2012) | Densidad (hab/km²) | Distrito | Cantón anterior |
| -------------- | ------------ | ---------------- | ---------------- | ------------------ | -------- | --------------- |
| Arbus          | 64037        | 13,89            | 1106             | 80                 | Pau      | Lescar          |
| Artiguelouve   | 64060        | 10,74            | 1595             | 149                | Pau      | Lescar          |
| Lescar         | 64335        | 26,50            | 9995             | 377                | Pau      | lescar          |
| Loris          | 64348        | 11,53            | 12068            | 1047               | Pau      | Lescar          |
| Poey-de-Lescar | 64448        | 6,74             | 1556             | 231                | Pau      | Lescar          |
| Siros          | 64525        | 2,21             | 670              | 303                | Pau      | Lescar          |
| Uzein          | 64549        | 16,19            | 1288             | 80                 | Pau      | Lescar          |

En 2012, la población total del nuevo cantón era de 28278 habitantes.